# Lastmodell 71

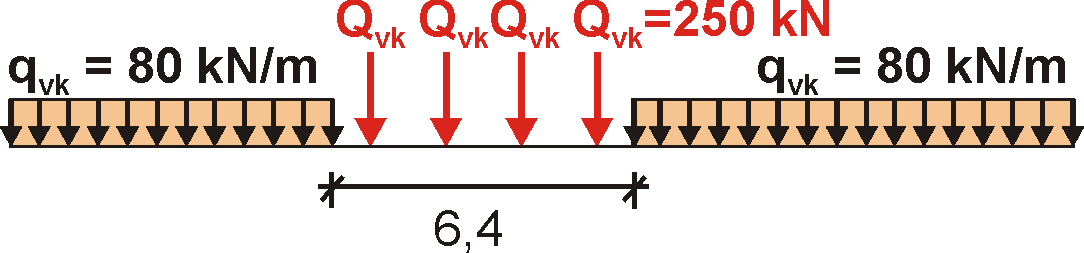
Lastmodell 71

Das Lastmodell 71 (auch Lastbild UIC 71) ist neben SW/0 und SW/2 das am häufigsten verwendete Lastmodell im Eisenbahnwesen in Deutschland und Österreich.
Eine Gleichlast stellt manchmal zwar ein unrealistisches Belastungsbild dar, dient jedoch trotzdem einer realitätsnahen Bemessung. Ein Beispiel hierfür ist das Lastmodell 71 im Eisenbahnwesen, bei dem die Radlasten, die in guter Näherung Einzellasten darstellen, als Gleichlast modelliert werden. Mit diesem Lastmodell werden in guter Näherung die Lastumhüllende aller üblichen Lasten mit zugehörigen Radabständen auf der sicheren Seite abgebildet.
Das Lastmodell 71 ist mit dem Lastmodell UIC 71 identisch. Die lokalen erhöhten Belastungen werden durch die 4 Einzellasten dargestellt, für Belastungen über 6 m stellt die Gleichlast eine sehr gute Approximation dar, da die genaue Lage der Einzelkräfte nicht mehr so relevant ist. Die Belastungen sind nur anzusetzen, wenn sie ungünstig wirken. Beim Ansetzen des Lastmodells 71 muss man den Versatz aus der Ebene beachten, der sich laut Norm aus der Verlegegenauigkeit der Schienen, dem sinusförmigen Lauf des Wagens und der asymmetrischen Beladung zusammensetzt.
Das Lastmodell 71 ist deterministisch, hingegen basiert der Eurocode auf einem semiprobabilistischen Sicherheitskonzept.
Das Lastmodell 71 muss mit einem Faktor 1,21 für den Nachweis der Gebrauchstauglichkeit und der Tragfähigkeit nachgewiesen werden, um die Tendenz schwerer werdender Züge abzubilden, jedoch für den Ermüdungsnachweis ist dieser Erhöhungsfaktor nicht zu berücksichtigen. (Ein Faktor 1,21 würde einer Erhöhung von etwa zwei Kerbklassen entsprechen.)